# Karl Schultz
Karl Schultz (født 23. september 1896 i København, død 13. juli 1957 i København) var en dansk restauratør, som under besættelsen var ejer af danserestauranten Café Tosca. Han var overbevist nazist og medlem af Danmarks Nationalsocialistiske Arbejderparti.
Karl Schultz startede flere forretninger deriblandt  SOS varehuset og legetøjsbutikken Regama på Amager, som han ejede fra 1934 til 1937. Han gik sidst i 1930'erne ind i restaurationsbranchen og købte Tosca på Strøget og restaurant Lido over for Hovedbanegården. Under besættelsen plejede han og samleversken Edith (senere Schultz) megen omgang med de øverste nazispidser i København: De kom sammen med  den tyske gesandt og rigsbefuldmægtigede Werner Best og den tyske general og øverstkommanderende for de tyske styrker i Danmark general von Hanneken. 
Efter den tyske hærs kapitulation den 4. maj 1945 gemte Schultz-parret sig og deres syvårige datter Tugi sammen med Lorenzen-gruppen og flere militærtrænede tidligere HIPO'er og SS-frivillige i broderen Martin Schultz' sommerhus i Asserbo. Her blev de om morgenen 6. maj opdaget af nogle spejdere, der straks underretter de lokale frihedskæmpere , og det kom til ildkamp. Tilfældigvis var den modstandsgruppe fra Frederiksværk, der havde bygget en hjemmelavet panservogn i nærheden på en anden aktion. V3-panservognen blev sat ind mod de efterlyste i sommerhuset, og efter en maskingeværsalve stoppede al modstand. To blev dræbt og en begik selvmord, mens fem andre blev hårdt kvæstet, og kun fire var uskadte. De 16 overlevende blev arresteret og  under skarp bevogtning ført til Frederiksværk, hvor de blev kørt til afhøring hos modstandsledelsen på Frederiksværk Rådhus. og senere overført til Vestre Fængsel. hvor Schultz sad kort tid, inden han blev han overført til Fårhuslejren. Han tilbragte derefter en årrække med retssager, hvorunder hans adfærd under besættelsen blev oprullet. I forbindelse med retssagerne betegnede den psykiatriske overlæge Schultz som brutal, forrået, hensynsløs, arrogant, selvhævdende, forloren, geskæftig, idérig, løgnagtig med udprægede storhedsforestillinger og blottet for selvkritik. Han og Retslægerådet bedømte Karl Schultz som  psykopat af den hypertyme, selvhævdende og noget affektlabile type. Han fik konfiskeret ejendom og uretmæssige fortjenester og blev i sommeren 1947 idømt 18 års fængsel ved Københavns Byret for mordforsøg, cellestikkeri og sortbørshandel. Østre Landsret ændrede straffen til 6 års fængsel. Han prøvede forgæves at få sagen genoptaget ved den særlige klageret i 1955. Dommen medførte, også at han mistede sine borgerlige rettigheder og derfor ikke længere kunne drive forretning. Han arbejdede derfor en periode som rundviser på Carlsberg. Han tog et nyt navn (Karl Lakland) og ønskede sammen med familien at emigrere til USA, men fik ikke visum på grund af sin straffeattest. Datteren, Tugi, emigrerede alene i maj 1956, og moderen Edith Schultz fulgte efter kort efter Karl Schultz' død.
Karl Schultz' far Reinholdt Emil Schultz, var kaptajn i ØK og førte i mange år skibet Mongolia. Karl Schultz blev gift med Aasa og fik to børn. 1931 flyttede han sammen med Edith Maja Neumann (1908-1998) som blev bestyrer i Regama, de fik 1938 datteren Tugi og han blev skilt fra Aasa. Den 30. december 1944 blev Karl Schultz og Edith Maja Neumann, bopæl begge: "Hotel Regina", Reventlowsgade 6, han: direktør, hun: direktrice, viet på Københavns rådhus.
Den 13. juli 1957 døde Karl Schultz af en hjerneblødning. 